# Бини, Мааме
Мааме Бини (англ. Maame Biney; род.28 января 2000 года в Аккре, Гана) — американская шорт-трекистка, Ганского происхождения, участвовала в зимних Олимпийских играх 2018 и зимних Олимпийских играх 2022 года. Обучается в Университете Юты в области информационных систем и биологии.

## Спортивная карьера
Мааме Бини родилась в Аккре, Гана в 2000 году. В возрасте 5 лет она переехала в Соединенные Штаты к отцу Квеку Бини, который жил в Мэриленде с 1985 года. Её мать Джина, владелица салона и брат Нана остались дома в Аккре. Через год, в возрасте 6 лет она занялась фигурным катанием в Рестоне, но из-за того, что очень быстро двигалась, её тренер посоветовал ей заняться конькобежным спортом. Она была направлена на программу для начинающих в Вашингтоне.
Этими ранними классами руководил олимпиец Натаниэль Миллс. Её талант и потенциал проявились, когда она переехала в клуб в Роквилле. Мааме начала совершенствовать свою технику и участвовать в местных и региональных соревнованиях за 
клуб "Dominion Speedskating". После окончания младшей школы Саут-Лейкс в Рестоне она переехала в Кернс, в 10 милях от Солт-Лейк-Сити, где тренируется сборная США. Помимо конькобежного спорта до 2015 года занималась тхэквондо.
В 2016 году она дебютировала на молодёжном чемпионате мира в Софии и заняла 42-е место в общем зачёте. В январе 2017 года на юниорском чемпионате мира в Инсбруке Мааме выиграла бронзовую медаль в беге на 500 м и заняла 7-е место в личном многоборье, а в феврале стартовала на Кубке мира в Дрездене, где заняла 21-е место на дистанции 1500 м и 26-е на 500-метровке.
В сезоне 2017/18 годов она участвовала на Кубке мира и смогла подняться на 5-е место на дистанции 500 м в Шанхае. Следом квалифицировалась на олимпиаду 2018 года, выиграв на отборе в беге на 500 м. В феврале 2018 года на зимних Олимпийских играх в Пхёнчхане заняла 14-е место в беге на 500 м и 31-е место в беге на 1500 м. Она была второй в истории спортсменкой африканского происхождения, которая представляла США на зимних Олимпийских играх.
На очередном юниорском чемпионате мира в Томашув-Мазовецком выиграла золотую медаль на дистанции 500 м, бронзовую в беге на 1000 м и в общем зачёте многоборья также заняла 3-е место. Следом на чемпионате мира в Монреале стал 15-м в личном зачёте многоборья.
В январе 2019 года стала 1-й в общем зачёте на юниорском чемпионате США, и на юниорском чемпионате мира в Монреале заняла 1-е место на дистанции 500 м. В феврале на этапе Кубка мира в Турине она выиграла бронзовые медали в беге на 500 м и в женской и смешанной эстафетах. В марте на чемпионате мира в Софии заняла 24-е место в общем зачёте.
В декабре на Кубке мира в Шанхае выиграла бронзовую медаль в эстафете, в январе 2020 года на чемпионате четырех континентов выиграла бронзу на дистанции 1500 м, заняла 4-е место в беге на 500 м и с командой в эстафете. На чемпионате США Мааме выиграла золотые медали на дистанциях 500 м, 1000 м и 1500 м, одержав победу в общем зачёте.
Она квалифицировалась на олимпиаду и в феврале 2022 года на зимних Олимпийских играх в Пекине участвовала на дистанции 500 м, где заняла 13-е место, следом заняла 9-е место в беге на 1000 м, а также в женской и смешанной эстафетах стала 8-й.
Мааме Бини работала в исполнительном комитете города Солт-Лейк-Сити, претендующего на проведение зимних Олимпийских игр в 2030 или 2034 году.